# Bertram Millhauser
Bertram Millhauser, ameriški scenarist, * 25. marec 1892, New York, New York, ZDA, † 1. december 1958, Hollywood, Kalifornija, ZDA.
Med letoma 1911 in 1960 je spisal scenarije za 61 filmov.

## Izbrana filmografija
- The Fatal Ring (1917)
- The Black Secret (1919)
- The Fatal Sign (1920)
- The Phantom Foe (1920)
- Velvet Fingers (1920)
- The Timber Queen (1922)
- Speed (1922)
- Plunder (1923)
- The Eagle's Talons (1923)
- Feet of Clay (1924)
- Jimmy the Gent (1934)
- They Made Me a Criminal (1939)
- The Spider Woman (1944)
- The Invisible Man's Revenge (1944)
- The Pearl of Death (1944)
- The Woman in Green (1945)
- Tokyo Joe (1949)